# McLaren M7

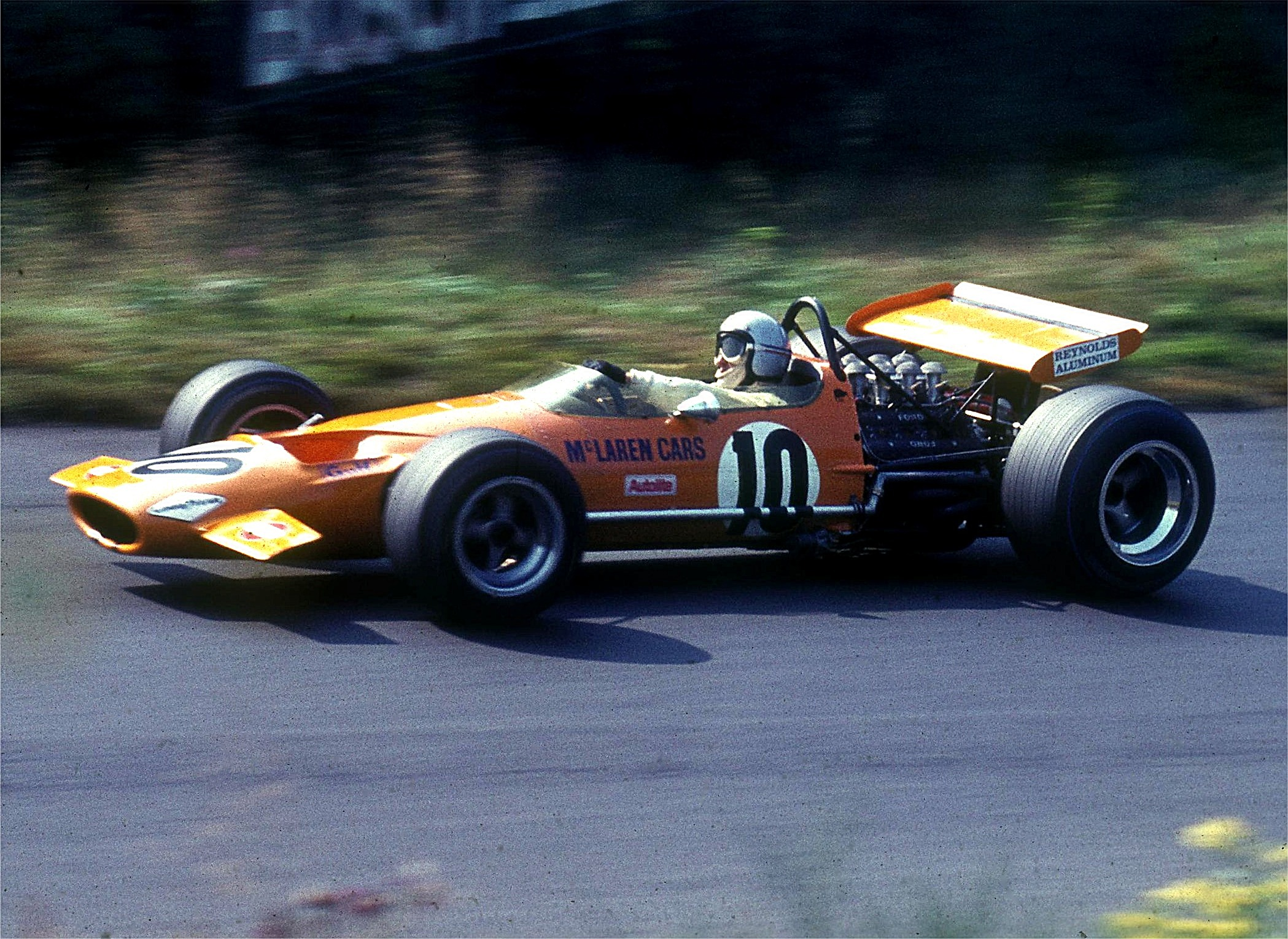
Bruce McLaren im M7A beim Großen Preis von Deutschland 1969

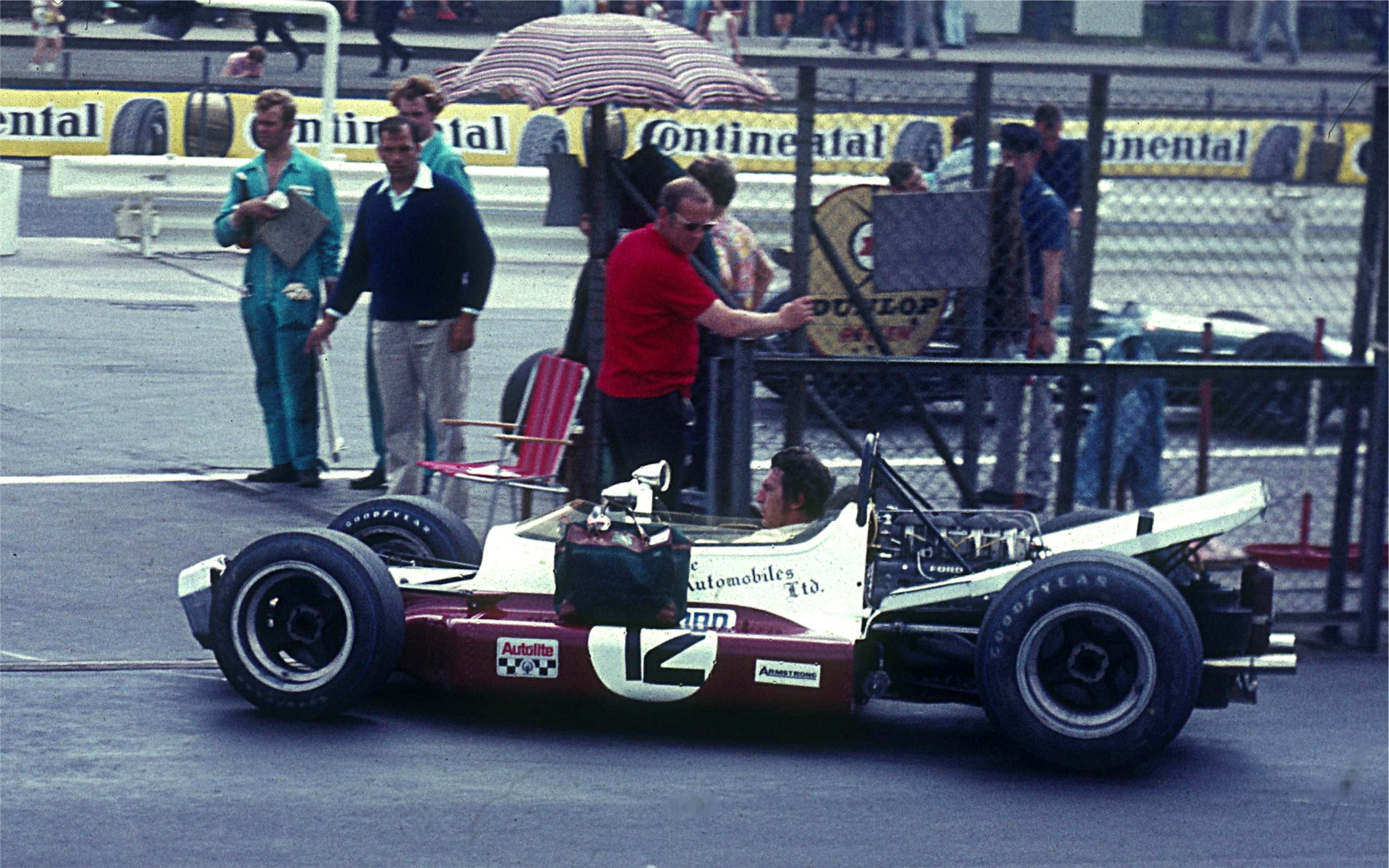
Vic Elford im M7B am Nürburgring 1969

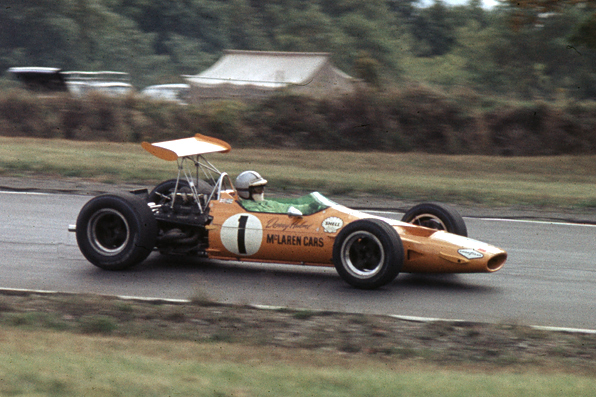
Denis Hulme im M7A beim Großen Preis der USA 1968

Der McLaren M7 war ein Formel-1-Rennwagen, gebaut vom Formel-1-Team McLaren.

## Entwicklungsgeschichte und Technik
Der McLaren M7A und die Modelle M7B, M7C und M7D waren die ersten bemerkenswerten Monoposto-Rennwagen des damals noch jungen Rennteams. Der Entwurf des Fahrzeugs stammte von Robin Herd, die Ausführung übernahm dessen Nachfolger Gordon Coppuck. Das Monocoque war aus genietetem und verklebtem Aluminium. Die Aufhängung hatte vorne untere Dreiecksquerlenker und Querlenker und hinten doppelte Dreiecksquerlenker mit Schubstreben. Die Federbeine lagen außen. Als Motor kam das V8-Agreggat von Cosworth zum Einsatz und das DG-300-Getriebe kam von Hewland.

## Renngeschichte
Der Rennwagen wurde im Frühjahr 1968 vorgestellt und gab sein Debüt bei der BRDC International Trophy in Silverstone. Am Steuer war der neue Werksfahrer Denis Hulme, der 1967 die Formel-1-Weltmeisterschaft gewonnen hatte und Ende des Jahres von Brabham zu McLaren gewechselt war. Das erste Rennen endete gleich mit einem Sieg. Auch beim ebenfalls nicht zur Weltmeisterschaft zählenden Race of Champions in Brands Hatch gab es einen Sieg für den M7A. Diesmal war Teamchef Bruce McLaren selbst am Steuer.
In der Weltmeisterschaft gab es drei Saisonsiege. Bruce McLaren gewann in Belgien und Hulme holte sich die Rennen in Italien und Kanada und hatte bis zum letzten Rennen sogar die Chance erneut Weltmeister zu werden. Der Titel ging aber an Graham Hill im Lotus 49. Das Team wurde Zweiter in der Konstrukteursmeisterschaft.
1969 wurde der Wagen im Detail überarbeitet und als M7B an den Start gebracht. Die M7A wurden fortan in der Formel 5000 eingesetzt. Die M7B erhielten außenliegende Kraftstofftanks und einen Heckflügel. An die großen Erfolge des Vorjahres konnte das Team nicht anschließen. Am Ende reichte es aber doch für den vierten Gesamtrang im Konstrukteurspokal. 1970 wurde McLaren mit dem M7 erneut Vierter in dieser Meisterschaft.
Ein M7B wurde 1969 an Colin Crabbe Racing verkauft und von Allroundrennfahrer Vic Elford gefahren. Bei einem schweren Unfall beim Großen Preis von Deutschland ging das Fahrzeug verloren. Der M7C war das Einsatzfahrzeug von Bruce McLaren 1969 und wurde später an John Surtees verkauft, der den Wagen ein Jahr später an Joakim Bonnier abgab. Der M7D hatte einen Alfa-Romeo-Motor und wurde von Andrea de Adamich gefahren.